# Richia neoclivis
Richia neoclivis là một loài bướm đêm trong họ Noctuidae.